# Льняно (гмина)
Льняно (пол. Lniano) — сельская гмина (волость) в Польше, входит как административная единица в Свецкий повет, Куявско-Поморское воеводство. Население — 4070 человек (на 2004 год).

## Сельские округа
1. Блондзим
2. Бжемёна
3. Езорки
4. Йенджеево
5. Льняно
6. Любодзеж
7. Мшано
8. Мукш
9. Островите
10. Семково
11. Вентфе

## Соседние гмины
1. Гмина Буковец
2. Гмина Цекцын
3. Гмина Джицим
4. Гмина Осе
5. Гмина Свекатово